# José Luis Llorente
José Luis Llorente Gento (Valladolid, 6 de enero de 1959) es un exjugador de baloncesto español.

## Familia
Sobrino del mítico extremo izquierdo del Real Madrid Paco Gento y de los también futbolistas Julio Gento y Antonio Gento, formó parte de una saga de cuatro hermanos que también fueron deportistas de élite, Paco Llorente y Julio Llorente en fútbol, y Toñín Llorente en baloncesto. Siguiendo la saga en la actualidad también están sus hijos Sergio Llorente y Juan Llorente (ambos baloncestistas) y su sobrino Marcos Llorente (futbolista).

## Vida deportiva
Base de 1,83, comenzó su carrera en las divisiones inferiores del Real Madrid en cuyo primer equipo jugaría nueve temporadas divididas en dos épocas distintas. También jugó en el Tempus de Madrid, CD Cajamadrid, CAI Zaragoza, CB Andorra y en el Baloncesto Fuenlabrada.
Vistió la camiseta de la selección en 112 ocasiones y junto con su compañero Juan Antonio Corbalán y con Nacho Solozabal formó el trío de bases más importante de la selección española que la llevaron a las medallas de plata en el Europeo de 1983 y en los Juegos Olímpicos de 1984. Su último club en la ACB fue el Festina Andorra donde durante varias temporadas dio clases de su maestría compartiendo el puesto de base con su hermano Toñín Llorente.
Licenciado en derecho desde los años noventa es el presidente de la ABP, la asociación de baloncestistas profesionales que vela por los intereses de los jugadores españoles en la ACB.
En la actualidad colabora en diferentes programas de TV/radio pertenecientes a atresmedia.

## Equipos
- Cantera del Colegio San Agustín (Madrid)
- Real Madrid, categorías inferiores
- 1979-1983 Real Madrid
- 1983-1985 CD Cajamadrid
- 1985-1987 CB Zaragoza
- 1987-1992 Real Madrid
- 1992-1996 CB Andorra
- 1996-1997 Baloncesto Fuenlabrada

## Palmarés
- Copa de Europa (1): 1980.
- Liga Española (2):  1979-80 y 1981-82.
- Copa del Rey (1): 1989.
- Copa Korac (1): 1988.
- Recopa de Europa (2):  1989 y 1992.
- Copas Intercontinentales (1): 1981.
- Medalla de Plata con la Selección Nacional en los Juegos Olímpicos de Los Ángeles-84
- Medalla de Plata con la Selección Nacional Junior en el Campeonato de Europa de Rosetto-78